# Шабалин, Павел Владимирович
Па́вел Влади́мирович Шабали́н (род. 23 октября 1988, Ермак, Павлодарская область) — казахстанский футболист, полузащитник.

## Карьера

### Клубная
Воспитанник аксуского футбола. Первые тренеры — С. Д. Семенюк, В. А. Березюк. С 2007 года играл в павлодарском клубе «Иртыш», ранее выступал за фарм-клуб команды в Первой лиге. В ноябре 2013 года подписал контракт с «Актобе».

### В сборной
В 2009 году провёл 6 игр за молодёжную сборную Казахстана. В 2012 году дебютировал в национальной команде страны в матче со сборной легионеров чемпионата Казахстана, в той встрече Павел открыл счёт. Официальный дебют состоялся 11 сентября того же года в игре с командой Швеции в Мальмё.

## Достижения
- Серебряный призёр чемпионата Казахстана: 2012, 2014
- Бронзовый призёр чемпионата Казахстана: 2008, 2010
- Финалист Кубка Казахстана: 2012, 2014
- Обладатель Суперкубка Казахстана: 2014